# Научни хумор
Научни хумор је врста професионалног хумора, који је заснован на необичним или парадоксалним аспектима научних теорија и научних активности. Као и сваки професионални хумор, научни хумор је често неразумљив особама који немају довољно знања из наведене области.
Такође, у научни хумор се убраја и изругивање неких аспеката науке или појединих научника.
Понекад концепт научног хумора не наилази на разумевање. 

## Научни хумор по наукама

### Математички хумор
Математички хумор је врста научног хумора, који је заснован на необичним и парадоксалним аспектима математичких теорија. Математички хумор се често јавља у анимираним серијама, у стварању сценарија у која су укључени научници (нпр, Футурама).

## Природне науке
У природним наукама, научни хумор се најчешће јавља у физици, хемији и биологији.
У физици, често се јављају и парадоксални чланци, „закони“, и мисаони експерименти. Постоје случајеви када су физички чланци у озбиљним научним часописима објављени у хумористичком стилу. Постоје хумористички чланци (попут „Небо је топлије од пакла“), који у први мах могу деловати као озбиљни чланци. 
Захваљујући научним открићима XX века и повећању броја научника, научници су почели да шире физичке парадоксе и мисаоне експерименте, укључујући при том и научни хумор. С обзиром да је наука кренула да обраћа пажњу на необичне животне законе, постављени су закони попут тога да ће сендвич намазан путером увек пасти на намазану страну, као и то ће мачка увек пасти на ноге. Шаљиви научници су искомбиновали ова два закона и добили мисаони експеримент - Парадокс мачке са путером. Он говори о томе да уколико је на леђима мачке везано парче хлеба намазано путером, она никад неће пасти на земљу захваљујући двеју горенаведених закона.
Примери хемијске хумор може послужити као шала на загађења воде опасна материја дихидроген моноксида. Такође, ту је и пародија на Периодни систем хемијских елемената који је саставио Мендељејев.